# جوش بيكمان
جوش بيكمان (بالإنجليزية: Josh Beekman)‏ هو لاعب كرة قدم أمريكية أمريكي، ولد في 30 يونيو 1983 في أمستردام في الولايات المتحدة.

## وصلات خارجية
- الموقع الرسمي